# Mas Sobirá (Albañá)

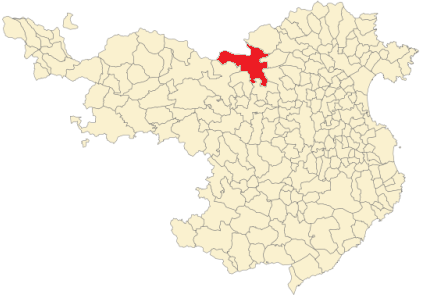
Situación de Albañá en la provincia de Gerona

El Mas Sobirá es un monumento histórico de la población de Albañá perteneciente a la comarca catalana de Alto Ampurdán en la provincia de Gerona. Es una edificación de arquitectura popular incluida en el Inventario del Patrimonio Arquitectónico de Cataluña y protegida como Bien Cultural de Interés Nacional.

## Historia
Su estado actual es más bien lamentable, del que Ramón Sala escribe: "... Mas Sobirà, antigua y noble construcción, hoy prácticamente demolida, que fue en tiempos pasados cuartel del ejército y de la guardia civil.", "... El mas Sobirà, a pesar de su hundimiento, guarda detalles de una indudable y pretérita excelencia.

## Descripción
El casal se sitúa en uno de los extremos del Valle de Ribelles. Se trata de un edificio que estaba fortificado de planta rectangular con un amplio tejado a dos aguas hacia las fachadas principales. Disponía de bajos con aberturas sencillas, hechas con dinteles de madera, y pequeñas ventanas para la ventilación de los animales. La primera planta estaba destinada a la vivienda, siendo algunas de las ventanas de piedra muy bien cortada. Este mas sufrió varias ampliaciones posteriores que desfiguraron la fábrica primitiva.